# クラウス・ワラス
クラウス・ワラス（Klaus Wallas、1953年3月31日 - ）はオーストリアの柔道選手、プロレスラー。ザルツブルク州ツェル・アム・ゼー郡出身。
柔道時代の階級は重量級。得意技は足技。プロレス転向後は地元のオーストリアやドイツを主戦場に活動した。

## 来歴

### 柔道家時代
1972年のヨーロッパジュニア軽重量級で優勝。その後、階級を重量級に上げると、1976年にはフランス国際で3位に入賞した。この大会の準決勝で、当時東海大相模高校3年生だった山下泰裕と対戦。得意の足技である小内刈で効果を取った後、出足払で主審から一旦は「一本」を宣せられたが、2名の副審が「技あり」と訂正したため勝利は取り消され、横四方固で逆転の一本負けを喫した。なお、対外国人選手116戦無敗の山下から技でポイントを挙げたことのある外国人は、このワラスの他に、それぞれ効果を取ったソビエトのアレクセイ・チューリンとフランスのローラン・デル・コロンボの3名しかいない。
同年のモントリオールオリンピックでは重量級と無差別級の2階級にエントリーしたが、重量級では3回戦でアメリカのアレン・コージに谷落の有効で敗退。無差別でも3回戦でアルゼンチンのホルヘ・ポルテリに崩上四方固で敗れた。世界軍人選手権大会では重量級で2位、無差別で3位の戦績を収めている。

### プロレス転向後
1978年にプロレスラーに転向すると、ドイツのローラン・ボックが日本からアントニオ猪木を招聘してプロモートした欧州世界選手権シリーズ "Inoki Europa Tournee 1978（イノキ・ヨーロッパ・ツアー1978）" に出場。ツアーではミレ・ツルノやジョニー・ロンドス、猪木に同行していた藤原喜明らと対戦し、ウィレム・ルスカとの柔道ジャケットマッチも行われた。
1983年にはオイゲン・ウィスバーガーを破り欧州ヘビー級王座を獲得。同年はハノーバー・トーナメントにおいてもアクセル・ディーターと同率で優勝
。1984年にはオットー・ワンツ、スティーブ・ライト、エド・ウィスコスキー、ボブ・ダラセーラなどを抑えて単独優勝を果たした。
1985年2月、全日本プロレスに初来日。タッグマッチではハーリー・レイスやブルーザー・ブロディのパートナーに起用され、ジャイアント馬場&ジャンボ鶴田の師弟コンビとも対戦した。1986年5月には新日本プロレスのIWGPリーグ戦に参戦。予選リーグでは猪木、藤原、坂口征二、木村健吾、アンドレ・ザ・ジャイアント、マスクド・スーパースターと対戦したが、6戦全敗とジョバー役を務めるにとどまった。一方で、同年のワールド・ストロンゲストマン・コンテストでは6位入賞を果たしている。
その後、欧州では地元オーストリアのCWAにおいて、1986年7月から9月にかけてブル・パワーとの連戦が行われたが、同年に現役を引退。以降は単発的にリングに上がり、1991年10月10日にウィーンで開催されたイベントではアイアン・マイク・シャープから勝利を収めた。1992年12月1日にブレーメンで行われたCWAのショーではマッド・ブル・バスター（ピットブル2号）とタッグを組み、ランボー&フランツ・シューマンと対戦している。

## 主な戦績

### 柔道
- 1972年 - ヨーロッパジュニア：優勝（軽重量級）[3]
- 1972年 - オーストリア国際：3位（軽重量級）[3]
- 1976年 - フランス国際：3位[3]
- 1976年 - プレオリンピック ウィーン大会：2位[3]
- 1976年 - プレオリンピック バルセロナ大会：優勝[3]
- 1976年 - 世界軍人選手権大会：重量級 2位、無差別 3位[3]

### プロレス
- 1983年 - ハノーバー・トーナメント：優勝[7]
- 1984年 - ハノーバー・トーナメント：優勝[7]